# Föglö församling

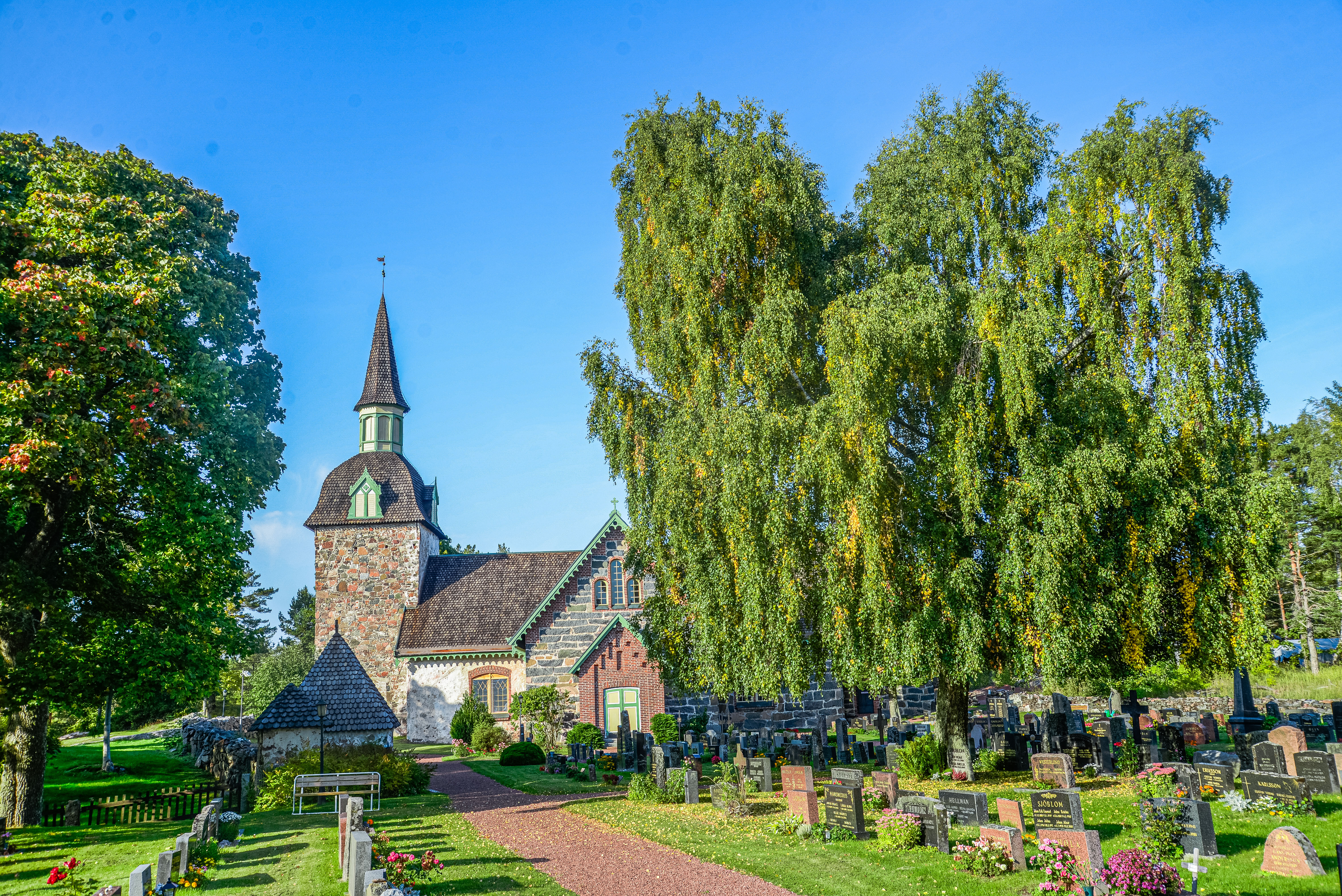
Föglö kyrka var sockenkyrka i Föglö församling från medeltiden till församlingen upphörde 2006.

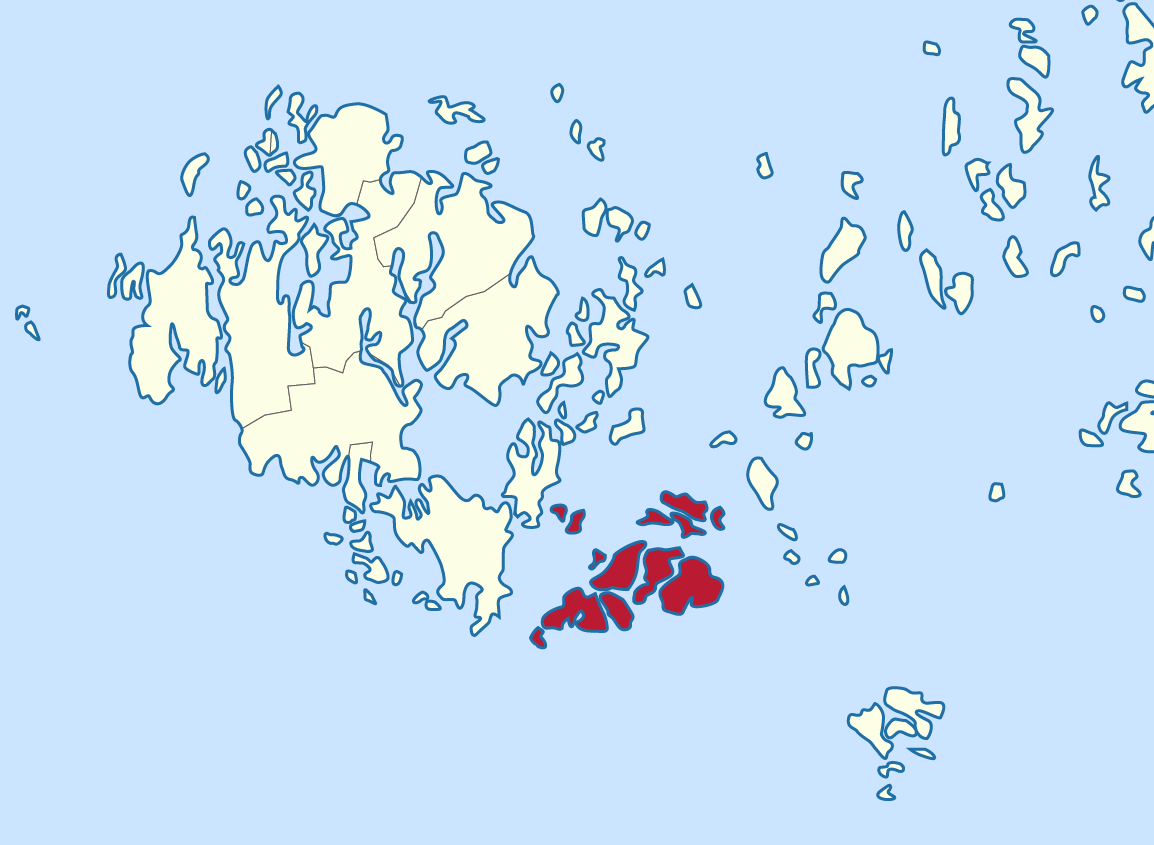
Föglö församlings läge på Åland.

Föglö var en församling (socken) på Åland med samma gränser som Föglö kommun. Församlingen uppgick 2006 i nybildade Ålands södra skärgårdsförsamling.
Föglö tillhörde under den svenska tiden Åbo stift och från 1817 Åbo ärkestift i Finland. När det svenskspråkiga Borgå stift tillkom 1923 överfördes Föglö tillsammans med övriga åländska församlingar dit. Församlingen tillhörde Ålands prosteri.
Föglö består av en arkipelag i Ålands södra skärgård och har vattengräns mot kommunerna Lemland, Lumparland, Vårdö, Sottunga och Kökar samt mot Sverige. Förbindelsen med fasta Åland har sedan slutet av 1950-talet upprätthållits av en skärgårdsfärja på rutten Svinö–Degerby (Föglölinjen).

## Administrativa tillhörigheter
Föglö var sedan medeltiden moderförsamling i Föglö pastorat där också kapellförsamlingarna Kökar och Sottunga ingick. 
Föglö församling (kyrksocken) delades på 1860-talet i två förvaltningsorgan med samma territoriella gränser, i enlighet med förordningen om kommunalförvaltning från 1865. Nybildade Föglö landskommun, numera Föglö kommun, övertog successivt världsliga uppgifter, medan församlingen behöll de kyrkliga.
I kyrkligt hänseende blev kapellen kvar under Föglö ytterligare några decennier. Kökar avskildes till eget pastorat enligt beslut den 20 september 1905, medan Sottunga avskildes enligt beslut 1914 som verkställdes först 1927.

## Historia
Föglö församling hade medeltida ursprung. Kyrkan, troligen helgad åt Maria Magdalena, anges vara uppförd under 1300-talet. 

### De äldsta beläggen
Ortnamnet Föglö figurerar i dokumenten ett par gånger redan under 1300-talet. Det sker första gången i det danska itinerariet, även kallat Kung Valdemars segelled, som numera brukar dateras till början av 1300-talet. Segelleden sägs över Åland gå från Lemböte till Kökar. Sedan fortsätter texten: ”Att märka är att mellan Kökar och Lemböte ligger en mängd öar vid namn Fyghelde”.
Nästa gång Föglö nämns är den 25 augusti 1350. Då utfärdade kung Magnus Eriksson ett brev in Fygld under sin resa till Reval.
Själva socknen Föglö omtalas med säkerhet första gången den 12 juli 1480 i Stockholms stads tänkebok. I ett mål rörande ett slagsmål nämns Olaff i Nöta i Fogla sockn i Aaland (Olof i Nötö i Föglö socken på Åland).

### Traktens historia
Föglö har sedan urminnes tider präglats av stora segelleden mellan Sverige och Finland som passerade genom socknens vatten. 
På 1620-talet blev byn Degerby ett viktigt etappmål för sjöfarare när hejderidaren Gustav Hansson Winberg (död ca 1648) anlade ett gästgiveri invid segelleden (nuvarande Utgård och Enigheten). 
När Sverige förlorade Finland och Åland till Ryssland i början av 1800-talet blev Degerby gränsstation. En tullkammare inrättades och senare flyttade också lotsarna till Degerby. Bondbyn utvecklades till ett mindre samhälle och socknens centralort.

## Ortnamnet Föglö
Namnet Föglö har vållat ortnamnsforskarna åtskilligt huvudbry. De äldsta skrivningarna är Fyghelde (cirka 1300), in Fygld (1350), Fogla sockn (1480), Föglath sochn och Föglat sokn (1491), Føglade sochn (1492), Føgelt sokn (1496), Fögelde sochn (1498), Fogel suckken (ca 1508), Ffögle (1516) och Ffögld sokn (1537). Det traditionella uttalet är Fögel.
Ortnamnsforskarna vet inte ens vad namnet ursprungligen har syftat på. Nu avser Föglö hela den ögrupp som kommunen omfattar. Någon by eller annan plats som gett upphov till namnet finns inte, vilket annars är det vanliga i den åländska skärgården (exempelvis har Brändö församling och kommun namn efter kyrkbyn Brändö som i sin tur har namn efter ön Brändö).   
Det enda säkra man kan säga utifrån beläggen är att slutleden inte ursprungligen är -ö utan något annat. Men vad? Det går inte ens att säkert avgöra var förleden slutar och efterleden börjar. Genom åren har åtskilliga tolkningsförslag lagts fram och de flesta har tänkt sig att namnet Föglö har någonting med fåglar att göra, att namnet skulle syfta på sjöfågeljakt eller god tillgång på sjöfågel.
Det är en möjlighet. Men namnet skulle – till skillnad från nästan alla andra åländska ortnamn – kunna vara mycket gammalt och traderat av sjöfarare under åtskilliga sekler innan det första gången kom på pränt. Det skulle i så fall kunna förklara att namnet verkar vara så svårt att tolka.

## Byar
I Föglö församling var uppdelad i följande byar:
Björkör, Björsboda, Bråttö, Brändö, Bänö, Degerby, Finholma, Flisö, Granboda, Hastersboda, Horsholma, Hummersö, Jyddö, Järsö, Kallsö, Klovskär, Nötö, Prästgården, Sanda, Skogboda, Sommarö, Sonboda, Stentorpa, Ulversö och Överö.
På medeltiden fanns också en by på ön Näversholma.

## Kyrkoherdar
Kyrkoherdar i Föglö (listan är inte komplett):
| Ämbetstid | Namn                     | Levnadsår   | Övrigt                |
| --------- | ------------------------ | ----------- | --------------------- |
| 1601–1616 | Ericus Laurentii Bång    | död ca 1616 |                       |
| 1617–1640 | Olaus Sigfridi           | död 1640    |                       |
| 1640–1668 | Ericus Nicolai           | död 1668    |                       |
| 1670–1671 | Gabriel Olai Hamnodius   | död 1671    |                       |
| 1673–1691 | Gudmund Rothovius        | död 1691    |                       |
| 1692–1711 | Daniel Andreae Mansnerus | 1640–1710   |                       |
| 1711–1737 | Johan Stålbom            | 1661–1737   | flykting 1714–1721    |
| 1714–1721 | stora ofreden            |             | befolkningen på flykt |
| 1737–1757 | Andreas Backman          | 1689–1757   |                       |
| 1759–1765 | Petter Svebilius         | 1715–1765   |                       |
| 1767–1809 | Gustaf Allenius          | 1730–1809   |                       |
| 1812–1823 | Mattias Enegren          | 1768–1823   |                       |
| 1826–1847 | Anders Mikael Lundenius  | 1788–1847   |                       |
| 1849–1861 | Carl Ulrik Wessel        | 1805–1861   |                       |
| 1864–1885 | Klaes Adolf Karsten      | 1811–1885   |                       |
| 1889–1892 | Jakob Nordqvist          | född 1844   | senare i Nagu         |
| 1893–1908 | Karl Sixtus Olsson       | 1855–1937   |                       |
| 1908–1938 | Johan Edvard Törnroos    | född 1877   | senare i Kumo         |
| 1939–1950 | Gustaf Oberg             | född 1877   |                       |
| 1963–1969 | Arto Artur Javén         | 1927–1985   |                       |
| 1970–1975 | Alvar Andreas Donner     | 1913–1981   |                       |
| 1975–1981 | Johan Rafael Järnström   | född 1921   |                       |